# T29 teški tenk
T29 teški tenk je američki tenk čiji je razvoj počeo u ožujku 1944. godine. Bio je to pokušaj da se napravi tenk koji bi mogao konkurirati na bojištu njemačkom Tiger II tenku. M26 Pershing, tada najjači tenk američke vojske težio je "samo" 45 tona, dok je Tiger II imao približno 70 tona. U vrijeme razvoja, T29 nije bio spreman za bitke u Europi, ali se njegov razvoj i testiranje nastavilo nakon Drugog svjetskog rata. Novi tenk u usporedbi s M26 Pershingom imao je deblji oklop i veću vatrenu moć koja je povećana ugradnjom 105 mm T5 topa. Težio je oko 64 tone i mogao je komparirati Tiger II tenku u svim karakteristikama.
Razvijan u isto vrijeme kad i T29, T30 teški tenk je vizualno identičan, ali ugrađeni 155 mm top T7 i snažniji motor činili su gs jačim od T29 tenka. No zbog većeg topa, dodan je i sedmi član posade.
Godine 1945., kad je rat u Europi već bio završen, T29 i T30 teški tenkovi bili su traženi kao podrška američkim snagama u ratu s Japanom. Mislilo se da će njihov jak oklop i jaki top biti od velike koristi protiv japanskih bunkera. No Američke kopnene snage protivile su se takvom rješenju zbog težine i trajanja transporta takvih vozila. 
Konačni proizvod T29 koncepta tenka bio je T34 teški tenk koji je imao 120 mm top. Napravljena su samo dva prototipa, jedan od T29 tenka i jedan od T30 tenka. Nije ušao u serijsku proizvodnju, ali iskustvo dobiveno na T34 tenku iskoristilo se u razvoju M103 teškog tenka.

## Unutarnje poveznice
- T30 teški tenk
- T28 super teški tenk